# Conepatus chinga
El chingue, chingüe, yaguané, zorrillo o zorrino (Conepatus chinga), es una especie de mofeta suramericana. Habita en Argentina, Bolivia, Brasil, Chile, Paraguay, Perú y Uruguay.

## Descripción
Posee un cuerpo delgado, con una frondosa y larga cola. La cabeza presenta un hocico corto y fino. El pelaje destaca por ser de color negro, con una gran franca dorsal de color blanco. Bajo la cola, a ambos lados del ano, posee las glándulas anales que producen su característico y fétido líquido defensivo.
Se alimenta de invertebrados, pequeños vertebrados, huevos y algunos vegetales.

## Subespecies
Las subespecies reconocidas como válidas son 7:
- Conepatus chinga budini (Thomas, 1919)
- Conepatus chinga chinga (Molina, 1782)
- Conepatus chinga gibsoni (Thomas, 1910)
- Conepatus chinga inca Thomas, 1900)
- Conepatus chinga mendosus (Thomas, 1921)
- Conepatus chinga rex[5] (Thomas, 1898)
- Conepatus chinga suffocans (Illiger, 1811)